# Carlo Filippo Sfondrati
Carlo Filippo Sfondrati (Mandello, 6 maggio 1636 – Pisa, 11 maggio 1680) è stato un vescovo cattolico italiano.

## Biografia
Secondo dei sette figli del marchese Valeriano Sfondrati, commissario generale dell'esercito spagnolo in Italia, e di sua moglie Paola Camilla Marliani, alla nascita gli fu imposto il nome di Valeriano.
Abbracciò la vita religiosa tra i barnabiti prendendo il nome di Carlo Filippo. Promosso all'ordine del presbiterato il 20 settembre 1659, fu professore di teologia e preposito della comunità barnabita di Spoleto.
Amico del granduca di Toscana Cosimo III, fu eletto vescovo di Volterra il 12 luglio 1677. Morì, in concetto di santità, l'11 maggio 1680.
Suo fratello minore, Luigi, fu monaco benedettino a San Gallo, dove prese il nome di Celestino, e percorse la carriera ecclesiastica fino al cardinalato.

## Genealogia episcopale e successione apostolica
La genealogia episcopale è:
- Cardinale Guillaume d'Estouteville, O.S.B.Clun.
- Papa Sisto IV
- Papa Giulio II
- Cardinale Raffaele Sansone Riario
- Papa Leone X
- Papa Clemente VII
- Cardinale Antonio Sanseverino, O.S.Io.Hieros.
- Cardinale Giovanni Michele Saraceni
- Papa Pio V, O.P.
- Cardinale Innico d'Avalos d'Aragona, O.S. Iacobi
- Cardinale Scipione Gonzaga
- Patriarca Fabio Biondi
- Papa Urbano VIII
- Cardinale Cosimo de Torres
- Cardinale Pier Luigi Carafa
- Cardinale Federico Sforza
- Cardinale Federico Baldeschi Colonna
- Vescovo Carlo Filippo Sfondrati, B.